# 日進消防署
日進消防署（にっしんしょうぼうしょ）は、愛知県日進市にある尾三消防組合の消防署。

## 最寄駅
- 名古屋市営地下鉄鶴舞線・名鉄豊田線 赤池駅

## 配備車両
- 救急車
  - 救急日進1号車　高規格救急車
  - 救急日進2号車　高規格救急車
- 消防車
  - 日進1号車　水槽付消防ポンプ自動車（救助対応）
  - 日進2号車　水槽付消防ポンプ自動車（救助対応）
  - 日進11号車　小型動力ポンプ付水槽車
  - 日進31号車　はしご車（30ｍ級）
  - 日進51号車　指令車
  - 日進61号車　予防連絡車
  - 日進62号車　予防連絡車

## 所在地
- 尾三消防組合の基地
  - 尾三消防組合特別消防隊　〒470-0151 愛知県愛知郡東郷町大字諸輪字曙18
  - 日進消防署　〒470-0121 愛知県日進市本郷町宮下3
  - 日進消防署西出張所　〒470-0124 愛知県日進市浅田町西浦15
  - みよし消防署　〒470-0207 愛知県みよし市福谷町才戸50
  - みよし消防署南出張所　〒470-0214 愛知県みよし市明知町西ノ口59-17
  - 東郷消防署　〒470-0162 愛知県愛知郡東郷町大字春木字桝池16
  - 豊明消防署　〒470-1109 愛知県豊明市沓掛町宿234
  - 豊明消防署南部出張所　〒470-1154 愛知県豊明市新栄町3丁目376-2
  - 長久手消防署　〒480-1103 愛知県長久手市岩作長池51